# هوارد جيفرسون
هوارد جيفرسون (بالإنجليزية: Howard Jefferson)‏ هو مدير فني أمريكي، ولد في 28 سبتمبر 1901 في نورواك في الولايات المتحدة، وتوفي في 1 أكتوبر 1983 في ورسستر في الولايات المتحدة.